# Ярошевська Людмила Анатоліївна
Людми́ла Анато́ліївна Яроше́вська (14 вересня 1906, Київ — 1975, Львів) — український композитор, концертмейстер, педагог.

## Життєпис
Людмила Ярошевська народилася в Києві. Закінчила Київський музично-драматичний інститут імені Миколи Лисенка (1930).
Викладач у музичних школах і концертмейстер у театрах, з 1949 року у Львівському музичному училищі.

## Твори
- опера «Дівчина і смерть» (за Максимом Горьким),
- балет «Венеціянський купець» (за Вільямом Шекспіром),
- музична комедія «Адвокат Патлен»,
- дві увертюри для симфонічного оркестру,
- концерт для скрипки з оркестром,
- концерт для віолончелі з оркестром,
- для фортепіано — сюїта, прелюдії, «Фантазія на гуцульські теми» та інші.